# 바하이력

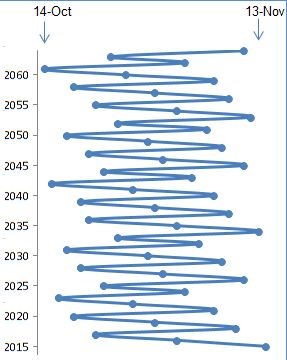

바하이력은 바하이 신앙 및 바브교에서 사용하는 역법이다.

## 같이 보기
- 바하이 신앙
- 역법
- 치윤
- 19
- 조로아스터 달력